# Breithorn Orientale
Il Breithorn Orientale (4.139 m s.l.m.) è una vetta del monte Breithorn. Si trova nel Gruppo del Monte Rosa lungo la linea di confine tra l'Italia (Valle d'Aosta) e la Svizzera (Canton Vallese).

## Caratteristiche

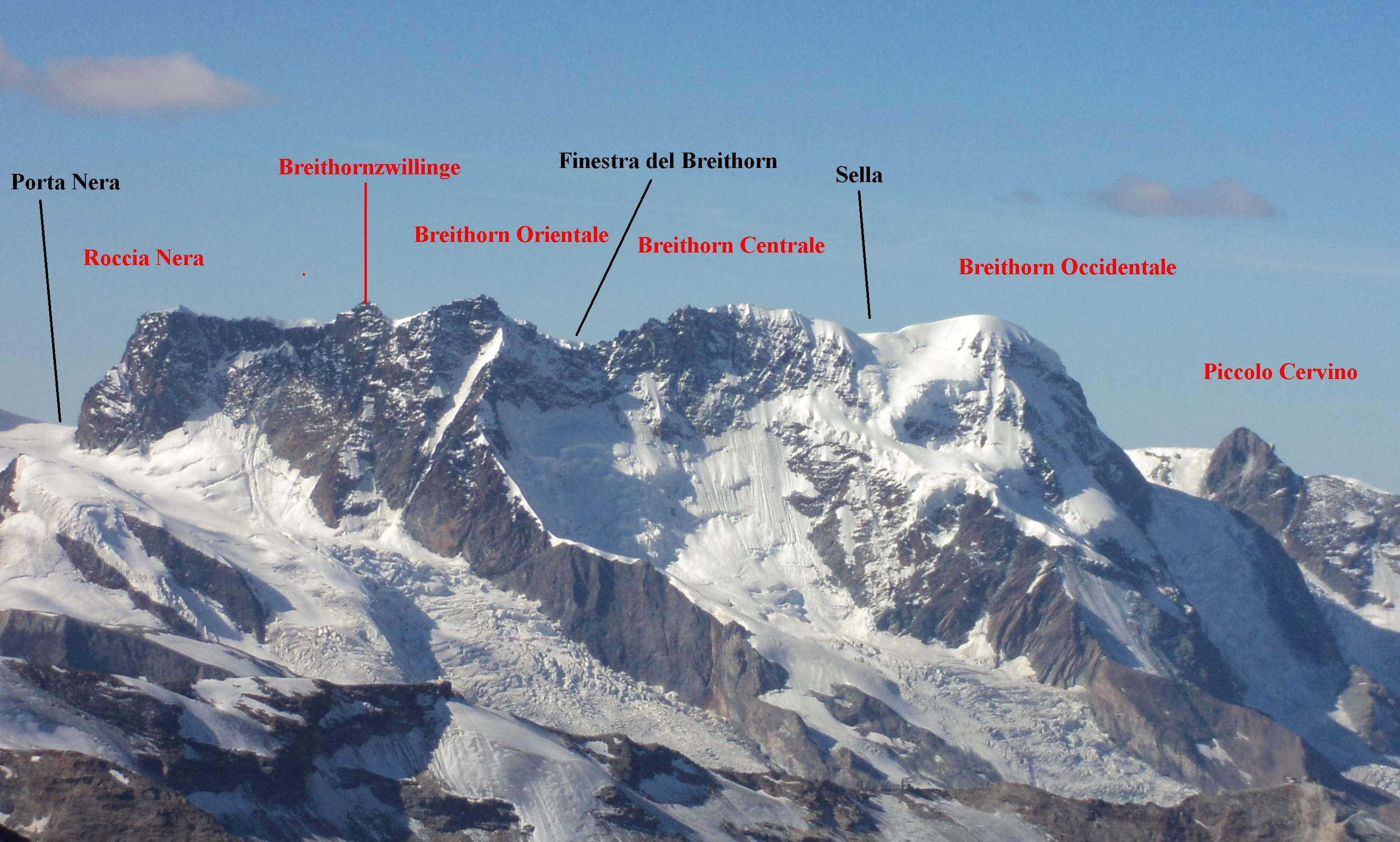
Il monte Breithorn con evidenziate le varie vette.

Il Breithorn Orientale si trova tra il Breithorn Centrale ed il Breithornzwillinge. La Finestra del Breithorn (4.014 m) lo separa dal primo ed un colle (4055 m) lo separa dal secondo.

## Salita alla vetta

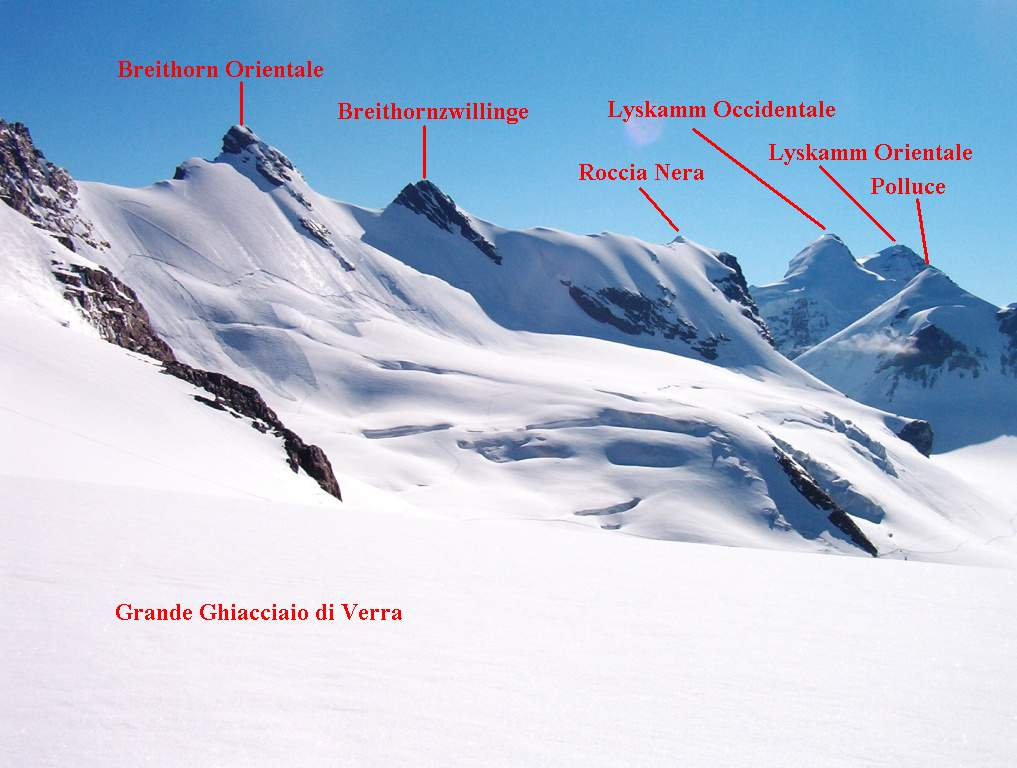
Versante italiano del Breithorn con indicazioni delle vette.

La salita alla vetta non presenta particolari difficoltà alpinistiche anche se è più impegnativa rispetto alla salita al Breithorn Occidentale e Centrale. Si può partire dal Piccolo Cervino (dove arriva la funivia da Zermatt) e si percorre parte del Grande Ghiacciaio di Verra, andando oltre le tracce che salgono prima al Breithorn Occidentale e poi a quello Centrale. Poi si sale lungo il ghiacciaio alla Finestra del Breithorn. Infine si percorre la nevosa cresta ovest.
Il Breithorn Orientale può essere anche salito percorrendo l'impegnativa traversata integrale del Breithorn.